# Henri Tomasi
Henri Tomasi (Marselha, 17 de agosto de 1901 - Paris, 13 de janeiro de 1971) foi um diretor e compositor clássico francês.
Filho de pais corsos, estudou no Conservatório de Marselha e desde 1916 no de Paris. Aluno de P. Vidal, G. Caussade e V. d'Indy, em 1927 obteve o Prix de Rome com a cantata Coriolan. No mesmo ano, ele foi aluno de Ph. Gaubert, ganhando o primeiro prêmio de direção de orquestra, e começou sua carreira como diretor, tanto em seu país como no exterior.
Em 1949, compôs o Concerto para Saxofone Alto e Orquestra. Mais tarde, em particular em 1956, compôs o Concerto para clarinete e o Concerto para trombone. Neste mesmo ano, a aguardada estréia mundial de sua ópera Miguel de Mañara foi baseada em um texto do poeta O. V. de L. Milosc. Esta ópera, "L'Atlantide", e a ópera cômica "Le Testament di Pere Gaucher" estabeleceram sua reputação como compositor de ópera.
Em maio de 1956, em Bordeaux, sua ópera Sampiero Corso foi lançada, com o tenor australiano Kenneth Neate no papel titular. Foi substituído no Holland Festival em junho.